# Оклахома-Сити
Оклахо́ма-Си́ти (англ. Oklahoma City, шайен. Ma'xepóno'e) — крупнейший город и столица штата Оклахома, административный центр округа Оклахома. Население 591 967 жителей (2011), в агломерации — почти 1,3 млн.

## История
Город был основан 23 апреля 1889 года, когда было объявлено о разрешении заселять индейские земли, и сюда направились 10 тыс. человек, чтобы застолбить лучшие участки. К концу XIX века население составляло уже более 20 тыс. человек. В 1907 году бывшая индейская территория стала штатом Оклахома, а сам город (с 1910 года) — столицей нового штата вместо Гатри, прежнего административного центра территории. Жителям города повезло, под землёй оказалась нефть, и Оклахома-Сити стал городом, где буровые вышки раскинулись повсюду, они стоят даже перед зданием капитолия штата.

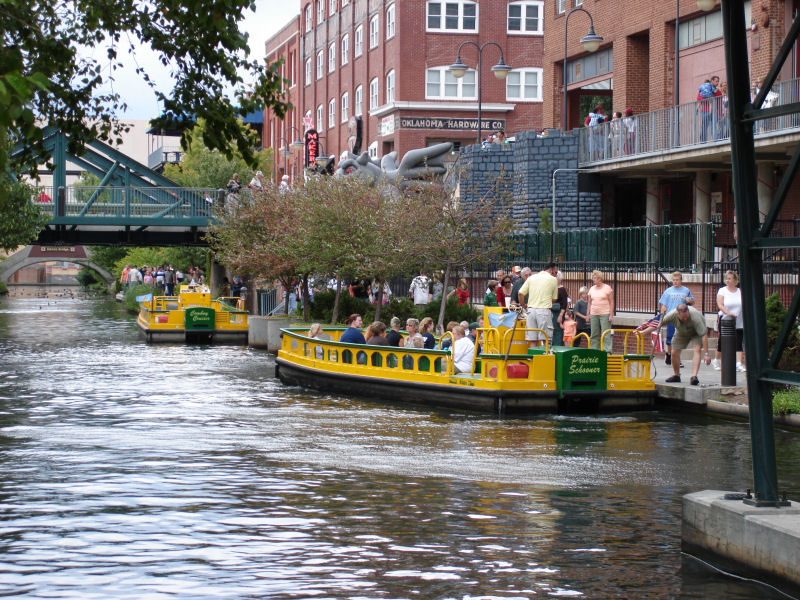
Водные такси на канале в центре города

Город бурно развивался в середине XX века благодаря росту промышленности и строительству системы межштатных автомагистралей США, три из которых пересекаются в Оклахома-Сити. С 1970-х годов, как и большинство крупных городов США, Оклахома-Сити испытал отток белого населения в пригороды и упадок центра города. Только к концу 1990-х усилия городского руководства по оживлению центральных районов стали приносить первые плоды.
Мировую известность город приобрёл 19 апреля 1995 года, когда Тимоти Маквеем было взорвано федеральное здание Alfred P. Murrah Federal Building, в результате чего погибли 168 и были ранены 680 человек.

## География и климат

### Географические сведения
Город расположен в центре Оклахомы, среди низких, сложенных из песчаника холмов. Река Норт-Канейдиан-Ривер (которую горожане обычно называют Оклахома-Ривер) разделяет город на две приблизительно равные части. Внутри городской черты на реке построено несколько шлюзов, каналов и дамб, образовавшаяся в результате цепочка небольших озёр используется в основном для отдыха горожан.

### Климат
Оклахома-Сити находится в южной части Великих прерий, поэтому резко континентальный климат смягчается влиянием Мексиканского залива. В целом климат города можно охарактеризовать как субтропический океанический. Город известен своими резкими изменениями погоды. Среднемесячная температура колеблется от +2,6°С (январь) до +27,8 °C (июль—август), в год — +15,6 °C. Осадков выпадает 911 мм в год, около половины — в конце весны — начале лета. Часты торнадо, со дня основания города наблюдалось четыре торнадо 4-й категории (по шкале Фудзиты) и один — 5-й категории, 3 мая 1999 года, считающийся сильнейшим из когда-либо наблюдавшихся человеком.
| Показатель                    | Янв.  | Фев.  | Март  | Апр. | Май  | Июнь | Июль | Авг. | Сен. | Окт. | Нояб. | Дек.  | Год   |
| ----------------------------- | ----- | ----- | ----- | ---- | ---- | ---- | ---- | ---- | ---- | ---- | ----- | ----- | ----- |
| Абсолютный максимум, °C       | 28,3  | 33,3  | 36,1  | 37,8 | 40,0 | 41,7 | 43,3 | 45,0 | 42,2 | 36,1 | 30,6  | 30,0  | 45,0  |
| Средний суточный максимум, °C | 8,4   | 11,9  | 16,9  | 21,8 | 26,1 | 30,7 | 33,9 | 33,6 | 28,9 | 23,0 | 15,3  | 9,9   | 21,7  |
| Средняя температура, °C       | 2,6   | 6,2   | 10,5  | 15,4 | 20,2 | 24,9 | 27,8 | 27,3 | 21,7 | 16,7 | 9,3   | 4,2   | 15,6  |
| Средний суточный минимум, °C  | −3,2  | −0,5  | 4,1   | 8,9  | 14,4 | 19,1 | 21,6 | 21,0 | 16,8 | 10,3 | 3,4   | −1,6  | 9,6   |
| Абсолютный минимум, °C        | −23,9 | −27,2 | −17,2 | −6,7 | 0,0  | 7,8  | 11,7 | 9,4  | 1,7  | −8,9 | −12,8 | −22,2 | −27,2 |
| Норма осадков, мм             | 33    | 40    | 74    | 109  | 138  | 117  | 75   | 63   | 101  | 92   | 54    | 48    | 911   |
| Источник: NOAA                |       |       |       |      |      |      |      |      |      |      |       |       |       |

### Природные явления
3 мая 1999 года разрушительный ураган опустошил юго-восточную часть города Оклахома-Сити и множество пригородов. Погибли 36 человек. Материальный ущерб составил более миллиарда долларов.
20 мая 2013 смерч мощностью EF-5 по шкале Фудзиты уничтожил в городе более 100 жилых домов и привёл к гибели 24 человек.

## Население
По данным переписи 2010 года, в городе проживало 579 999 человек, имелось 230 233 домохозяйства и 144 120 семьи.
Расовый состав населения:
- белые — 56,7 %
- латиноамериканцы — 17,2 %
- афроамериканцы — 15,1 %
- азиаты — 4,0 %
- индейцы — 3,5 %

В городе существует крупная мексиканская община (14,2 % населения). Около 1,7 % горожан — вьетнамцы.
Среднегодовой доход на душу населения составляет 25 042 доллара США. Средний возраст горожан — 34 года.
Уровень преступности в городе высокий, в 2,5 выше средних показателей по США. Велико число убийств, что связано с соперничеством латинских и негритянских банд за контроль над наркоторговлей. Также значительна доля вооружённых ограблений и изнасилований.
С 1980 года население города, как и всего штата, неизменно поддерживает на выборах Республиканскую партию США.

## Экономика
Вплоть до 1990-х годов городская экономика была основана на двух сферах — государственного управления (благодаря статусу столицы штата) и нефтяной промышленности (в Оклахома-Сити расположены штаб-квартиры таких крупных компаний как Chesapeake Energy и Devon Energy). Падение нефтяных цен во второй половине 1980-х привело к экономическому спаду, росту безработицы и обвалу цен на рынке недвижимости.

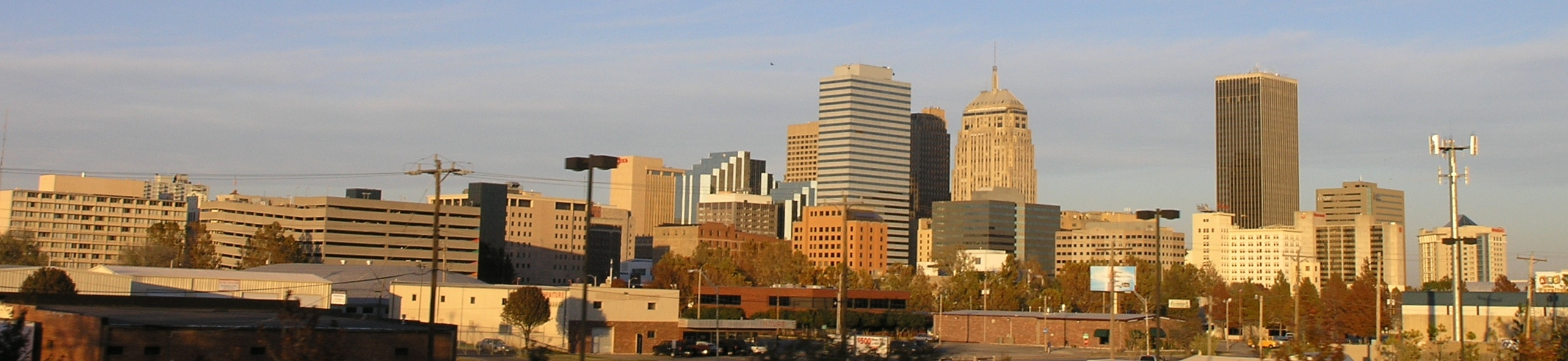
Деловой центр, 2006 год

В последние два десятилетия[уточнить] городская экономика диверсифицируется, появляются новые предприятия в области информационных технологий, сфере услуг и медицине. В городе расположена штаб-квартира сети ресторанов Sonic Drive-In (более 3 500 ресторанов в Северной Америке). Благодаря диверсификации, Оклахома-Сити довольно успешно переживает сегодняшние кризисные процессы в американской экономике, а в 2008 году город даже был признан журналом Forbes наиболее устойчивым к рецессии крупным городом США.
Список самых высоких зданий в Оклахома-Сити:
| №  | Название                           | высота в футах | высота в метрах | кол. этажей | год  |
| -- | ---------------------------------- | -------------- | --------------- | ----------- | ---- |
| 1  | Башня Девон                        | 844 футов      | 257 м           | 50          | 2012 |
| 2  | Башня Чейз                         | 500 футов      | 152 м           | 36          | 1971 |
| 3  | Первый национальный центр          | 446 футов      | 136 м           | 33          | 1931 |
| 4  | Сити Палас                         | 440 футов      | 134 м           | 33          | 1931 |
| 5  | Башня Оклахома                     | 434 футов      | 132 м           | 31          | 1982 |
| 6  | Сандридж центр                     | 393 футов      | 120 м           | 30          | 1973 |
| 7  | Банк Валлианс                      | 321 футов      | 98 м            | 22          | 1984 |
| 8  | Банк Оклахома Плаза                | 310 футов      | 95 м            | 16          | 1972 |
| 9  | Площадь Лидерства (Северная башня) | 308 футов      | 94 м            | 22          | 1984 |
| 10 | Давелл центр                       | 300 футов      | 91 м            | 20          | 1927 |

## Транспорт
Оклахома-Сити обслуживается двумя аэропортами — им. Уилла Роджерса (IATA: OKC, ICAO: KOKC,), расположенным в 8 км к юго-западу от центра города, и им. Уайли Поста (IATA: PWA, ICAO: KPWA), в 13 км к северо-западу (обслуживает частные рейсы). Любопытно, что оба горожанина, в честь которых названы аэропорты, погибли в одной авиакатастрофе на Аляске в 1935 году. Основным является аэропорт им. Роджерса с пассажирооборотом более 3 млн человек в год, откуда выполняются рейсы во все основные города США.

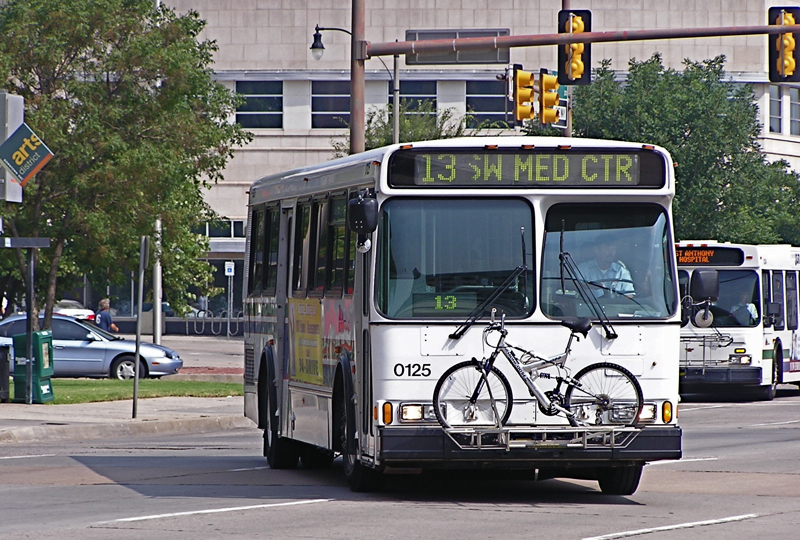
Автобус на улицах города

В городе пересекаются несколько железнодорожных линий, и в прошлом городской вокзал принимал больше двух десятков поездов в день. Сегодня расположенная в центре города станция компании Amtrak обслуживает один ежедневный поезд до техасского города Форт-Уэрт.
Оклахома-Сити является точкой пересечения трёх межштатных шоссе: I-35, I-40 и I-44, а также скоростной дороги US 77.
Общественный транспорт представлен 28 автобусными маршрутами под управлением компании Metro Transit (Oklahoma City).

## Достопримечательности
В городе расположен Музей первых американцев.

## Города-побратимы
Оклахома-Сити является городом-побратимом следующих городов:
- Китайская Республика: Тайнань
- Бразилия: Рио-де-Жанейро
- Китай: Хайкоу
- Мексика: Пуэбла
- Израиль: Йехуд
- Украина: Днепр